# Muse Dash
Muse Dash es un videojuego del género música, acción desarrollado por PeroPeroGames. El juego fue lanzado el 15 de junio del 2018 en dispositivos móviles pero el 20 de junio del 2019 se lanzó oficialmente para Nintendo Switch y PC.
La edición base cuenta con 40 canciones que iremos desbloqueando a medida que subamos de nivel. Contamos con un DLC que nos incluirá packs de canciones adicionales

## Jugabilidad
El juego carece de historia y de modos de juego, elegimos canción y a jugar, por lo tanto todo el peso recae sobre su jugabilidad.
Baila al ritmo de la música y derrota a los enemigos desde arriba y adelante con simples operaciones de izquierda a derecha. Hay abundantes canciones para seleccionar y ritmos meticulosamente diseñados para acompañarte a lo largo de la aventura.
Es un juego de parkour con la jugabilidad tradicional de un juego de ritmo con más de 30 canciones iniciales. Tenemos dos “carriles”, uno inferior y uno superior, por los cuales se nos acercarán, al ritmo de la música, distintos enemigos que tendremos que ir sacudiendo para que nuestra puntuación suba. Tenemos varios tipos de enemigos, desde los que vienen rectos del fondo de la pantalla hasta bosses que nos hará la vida imposible.
Muse Dash cuenta con un sistema de combo, cuantas más notas seguidas machaquemos más puntuación nos dará la siguiente. De igual forma, cada cierta puntuación entraremos en el modo Fever, en este modo el escenario cambiará y nos darán más puntos.
Al final de la canción nos saldrá una pantalla con nuestros resultados, indicándonos cuantas notas hemos dado perfectas, bien, pasables o mal. También se mostrará nuestra posición dentro del ranking mundial y nos darán una nota en función de nuestra puntuación, será el tan conocido sistema de C, B, A y S, siendo la primera la más baja y la última la más alta.

## Escenarios
El juego cuenta con 7 escenarios distintos y variarán según el estilo musical, no podremos elegir en cual queremos jugar ya que viene predefinido por la canción. Los escenarios son:
- Candyland
- Space Station
- Castle
- Rainy Night
- Oriental
- Retrocity
- Let's Groove

La mayoría de los enemigos cambiará su aspecto en función del escenario, aunque su funcionamiento seguirá siendo el mismo.

## Muses (Personajes jugables)
Podremos jugar con 3 chicas anime distintas, Rin, Buro y Marija, cada una de ellas contará con skins las cuales harán que el total de personajes jugables sean 13. Cada una de ellas contará con habilidades distintas, como por ejemplo tener 50 puntos de vida más, ganar un 50% más de experiencia al acabar el nivel o que nos volvamos invencibles al entrar en el modo Fever.

### Rin
(CV: Uchida Mami) es una de las tres musas jugables de Muse Dash. A Rin le gustan los deportes y la música rock. Tiene cinco trajes diferentes.

#### Skins
- Bassist
- Bad Girl
- Sleepwalker
- Bunny Girl
- Christmas Gift
- Part-Time Warrior
- Rin Rider

### Buro
(CV: Amatsuka Mao) es una de las tres musas jugables de Muse Dash. A Buro le gustan los dulces, y el nombre de su oso es Ola.

#### Skins
- Pilot
- Idol
- Zombie Girl
- Joker
- Sailor Suit
- Exorcist Master

### Marija
(CV: Yoshika Akashi) es una de las tres musas jugables de Muse Dash.

#### Skins
- Violinist
- Maid
- Magical Girl
- Little Devil
- The Girl In Black

### Collab Muses
Yume (CV: Nanami Takahashi) 
NEKO#ΦωΦ (CV: Hanamori Yumiri) 
Hakurei Reimu (CV: Hiromi Igarashi)
EI_Clear (CV: Ai Kakuma)